# Münchener Secession

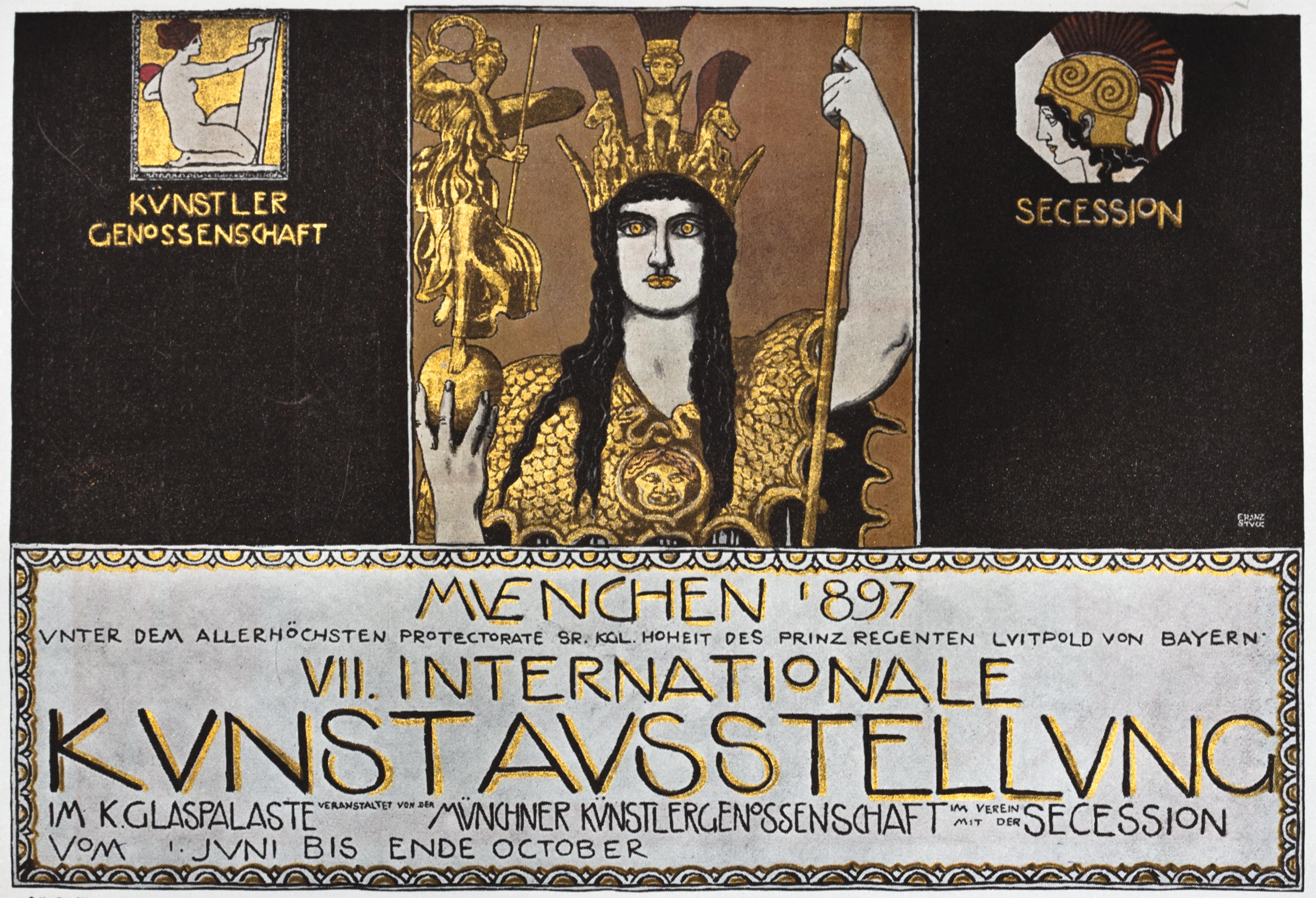
Plakat von Secessionsmitglied Franz von Stuck für die VII. Internationale Kunstausstellung München, 1897

Die Münchener Secession ist eine Vereinigung bildender Künstler, die 1892 als Abspaltung von der Münchner Künstlergenossenschaft und Künstlergesellschaft Allotria entstand, um sich gegen die Bevormundung durch den staatlichen Kunstbetrieb und dessen konservative Ausstellungspolitik sowie die durch den Münchner Malerfürsten Franz von Lenbach geprägte traditionelle Gründerzeit zu wehren. Sie fungierte als Künstlergenossenschaft, diente wirtschaftlichen Interessen und der sozialen Kontaktförderung, verfolgte aber auch eigene künstlerische Ziele wie das Streben nach einer Weiterentwicklung des Historismus. 1901 ging aus der Münchener Secession die Künstlergruppe Phalanx hervor, 1913 spaltete sich die Münchener Neue Secession ab.
Im Zuge der „kulturellen Säuberung“ in der Zeit des Nationalsozialismus wurde die Münchener Secession 1938 aufgelöst, nahm jedoch 1946, nach dem Zweiten Weltkrieg, ihre Tätigkeit wieder auf. 1992 feierte die Vereinigung ihr 100-jähriges Bestehen.

## Vorgeschichte
Ende des 19. Jahrhunderts lebten in München mehr bildende Künstler als in den Kaiserstädten Wien und Berlin zusammen. Doch war die Münchner Kunst von der konservativen Haltung des staatlichen Kunstbetriebs und der Münchner Künstlergenossenschaft dominiert und von den künstlerischen Leitbildern des „Malerfürsten“ der Gründerzeit Franz von Lenbach geprägt. Die Kunstpolitik des bayerischen Prinzregenten Luitpold und der von ihm 1891 gegründeten Kunststiftung förderten die Führungsrolle der traditionellen Gattung der Historienmalerei, die im Historismus verankert war und häufig als Träger nationaler und nationalistischer Inhalte verwendet wurde. Einerseits wurde ein hohes künstlerisches Niveau erreicht, das als Münchener Schule berühmt wurde, andererseits wurde aber auch neuen Richtungen des Im- und Expressionismus, der Freilichtmalerei oder dem Symbolismus wenig Aufgeschlossenheit entgegengebracht.
1888 organisierte die Münchner Künstlergenossenschaft eine Kunstausstellung im Münchner Glaspalast, bei der die Münchner Künstler hohe finanzielle Misserfolge erlitten, was zu erbitterten Debatten führte. Unter ihnen entstand ein Stilrichtungsstreit, der von hohem öffentlichem Interesse begleitet war und in den sogar das Staatsministerium eingriff.
Um dieser Situation entgegenzuwirken, gründete 1892, im Vorfeld der Weltausstellung Chicago, eine Gruppe von Künstlern aus der naturalistischen Schule die Münchener Secession. Sie trennten sich von der Münchner Künstlergenossenschaft und forderten eine Wandlung des Kunstverständnisses, wobei die Künstler ein Selbstbestimmungsrecht erhielten. Dabei konnten sie zum ersten Mal unmittelbar in der Öffentlichkeit wirken.

„Man soll auf unseren Ausstellungen Kunst sehen und jedes Talent, ob älterer oder neuerer Richtung, dessen Werke München zur Ehre gereichen, soll seine Blüte reich entfalten können.“

In dieser Forderung ihres 1892 formulierten Memorandums zeigten die Künstler ihren kunstpolitischen Anspruch: die Abkehr von veralteten Kunstprinzipien und konservativer Kunstauffassung.
Mitglieder der Secession gründeten 1892 die Vereinigung der XI und die Freie Vereinigung der XXIV. Diese Gruppen waren später vornehmlich von Berlin aus und stellvertretend für den deutschen Impressionismus aktiv.

## Gründung
96 Mitglieder, die aus der Münchener Künstlergenossenschaft (MKG) ausgetreten waren, gründeten am 4. April 1892 den Verein bildender Künstler Münchens e. V., der sich nach wenigen Monaten den endgültigen Namen Verein bildender Künstler Münchens Secession e. V. gab und bald unter der Kurzform Secession populär wurde.
Mit dem Entschluss, neue Wege jenseits des etablierten Kunstbetriebes zu gehen, bereitete die Secession den Weg in die künstlerische Moderne maßgeblich vor.
Unter den Gründungsmitgliedern finden sich unter anderen Max Liebermann, Franz von Stuck, Hugo von Habermann, Reinhold Lepsius, Rudolf Maison,  Wilhelm Trübner, Lovis Corinth, Walter Leistikow, Peter Behrens, Hans Olde, Anton von Stadler, Josef Block, Adolf Brütt und Ludwig Dill. Als erster Präsident wurde Bruno Piglhein und als erster Schriftführer Paul Hoecker gewählt.
Gefördert und finanziell unterstützt wurde die Secession in ihrer Gründungsphase hauptsächlich durch den Kunstsammler und Verleger der Jugend, Georg Hirth, den Sozialistenführer Georg von Vollmar sowie Graf von Toerring-Jettenbach.
Im selben Jahr verließ im Übrigen eine weitere Gruppe von Künstlern die MKG und gründete die Luitpold-Gruppe; 1899 formierte sich eine weitere separatistische Künstlervereinigung unter dem Namen Gruppe G, die sich kurz darauf in Scholle umbenannte, und 1913 gründete sich die Münchener Neue Secession.

## Namensgebung
Der Name leitet sich von dem lateinischen Begriff secessio für Trennung, Abspaltung ab und sollte die Abwendung vom dominierenden traditionellen Kunstbetrieb unterstreichen.
Die Münchener Secession war die erste Künstlervereinigung, die sich so nannte. Ihr folgten unter anderem die Wiener Secession 1897 und die Berliner Secession 1898. 1903 gründeten die Sezessionen den Deutschen Künstlerbund als Dachverband. 1904 wurden auf der X. Ausstellung der Münchener Sezession, die gleichzeitig die erste Jahresausstellung des DKB war, insgesamt 219 Arbeiten von 130 Malern, Bildhauern und Grafikern im königlichen Kunstausstellungsgebäude am Königsplatz (gegenüber der Glyptothek) gezeigt.

## Ausstellungen
Für die neu gegründete Künstlervereinigung war es anfänglich schwierig, in München ein Ausstellungsgebäude zu finden. Die Stadt Frankfurt hingegen bot der Secession Ausstellungsräume in ihrer Stadt und 500.000 Goldmark an, falls der Verein bereit wäre, nach Frankfurt überzusiedeln.
Eine erste Ausstellung fand 1893 im Landesausstellungsgebäude am Lehrter Bahnhof in Berlin statt.
Der wichtigste Förderer der Secession war der Verleger Georg Hirth, Herausgeber der Münchner Neuesten Nachrichten und der Jugend. Um seine Person kristallisierte sich ein Teil des gesellschaftlichen und künstlerischen Lebens im München jener Zeit. Baurat Franz von Brandl stellte an der Münchner Prinzregentenstraße, Ecke Pilotystraße, kostenlos ein Grundstück zur Verfügung, auf dem ein eigenes Gebäude entstand und wo in einem provisorisch fertiggestellten Teilbereich bereits am 16. Juli 1893 die erste internationale Kunstausstellung eröffnet werden konnte.
Das Echo war stark. 297 Künstler stellten über 876 Werke aus; allein am ersten Ausstellungssonntag kamen über 4.000 Besucher.
Nach einer Einigung mit Franz von Lenbach wurde 1897 zusammen mit der Münchner Künstlergenossenschaft eine internationale Ausstellung ausgerichtet. Anschließend wurde das Kunstausstellungsgebäude am Königsplatz (heute Staatliche Antikensammlungen) der Secession übertragen, während die Künstlergenossenschaft in das Alte Nationalmuseum an der Maximilianstraße (heute Museum Fünf Kontinente) zog und 1900 das Künstlerhaus als allgemeiner Versammlungs- und Festort der Münchner Künstlerschaft eröffnete.

## Ziele und Entwicklung
Die Münchener Secession vereinte bereits etablierte Künstler wie Hans Thoma, Wilhelm Trübner, Fritz von Uhde, Franz von Stuck und Max Liebermann mit Avantgardisten wie Lovis Corinth, Otto Eckmann und August Endell. Dabei fanden naturalistische ebenso wie stilisierende Tendenzen Berücksichtigung.
Die Münchener Secession trug außerdem zur Verbreitung der internationalen modernen Kunst bei, die sie auf ihren Ausstellungen präsentierte. Sie machte den Weg für den gerade entstehenden Jugendstil (in Österreich bezeichnenderweise auch Sezessionsstil genannt) und weitere künstlerische Aufstandsbewegungen frei. Über alle stilistischen Unterschiede der Sezessionsmitglieder hinaus zielte die Münchner Secession dabei auf die Verwirklichung des Ideals der künstlerischen Freiheit ab.
Der bekannteste Künstler der Münchener Secession war Franz von Stuck, der mit seiner erotisch aufgeladenen symbolistischen Kunst für einige Skandale sorgte. Seine als Gesamtkunstwerk konzipierte Villa Stuck in der Münchner Prinzregentenstraße entwarf er als Gegenstück zum Haus Franz von Lenbachs (Lenbachhaus) und zur Demonstration ihrer konträren Kunstauffassungen.
Eine 1897 von Franz von Stuck geschaffene Pallas Athene wurde zum Symbol der Münchener Secession.
Ab 1933 verfolgten die Nationalsozialisten mit ihrer Kunst- und Kulturpolitik das Ziel, sämtliche Bereiche künstlerischer Produktion ihrer Kontrolle zu unterwerfen, um sie von dem „zersetzenden Einfluß auf unser Volksleben“ zu „reinigen“. Zur umfassenden Säuberung und Gleichschaltung der deutschen Kunst wurden Künstler aller Kunstzweige in vom NS-Staat kontrollierte Kammern gezwungen, von deren Mitgliedschaft ihre weitere Tätigkeit abhängig war. Wer aus politischen, rassischen oder kunstpolitischen Gründen nicht in eine Kammer aufgenommen wurde, erhielt Malverbot, Aufführungsverbot, Ausstellungsverbot oder Publikationsverbot und verlor seine berufliche Position. 1938 erfolgte im Zuge der „kulturellen Säuberung“ des „Dritten Reichs“ die Auflösung der Münchener Secession.
Nach dem Zweiten Weltkrieg ließen im Jahre 1946 deren Mitglieder die Secession wieder aufleben, schlossen sich mit den nach dem Krieg gegründeten Künstlervereinigungen Neue Gruppe und Neue Münchner Künstlergenossenschaft zusammen und wurden zur treibenden Kraft für die Gründung des Bundesverbands Bildender Künstlerinnen und Künstler (BBK).
2017 feierte die Secession ihr 125-jähriges Bestehen.
2025 wurde in der Staatlichen Antikensammlung am Königsplatz, der ursprünglichen Heimat der Münchner Secession der Jahre von 1898 bis 1916, die Ausstellung COMBO. Münchener Secession und Deutscher Künstlerbund 1904 und heute gezeigt. Als ehemaliger Ort wegbereitender Ausstellungen wurde versucht die ursprüngliche Ausstellungssituation räumlich wieder erfahrbar zu machen, sowie in dem „Versuch einer teilweisen Rekonstruktion der Ausstellung von 1904“. Es werden Exponate von damaligen Mitgliedern gezeigt – kontrastiert mit der Kunst heutiger Mitglieder der Münchner Secession und des Deutschen Künstlerbundes.
Ehrenmitglieder der Münchener Secession sind Ernst Eichinger und Georg Riedl.
Die Münchener Secession besteht auch heute noch als Verein Bildender Künstlerinnen und Künstler.

## Gründungsmitglieder im Vorstand der Secession
- Bernhard Buttersack
- Ludwig Dill
- Bruno Piglhein, 1. Präsident, 1892
- Ludwig von Herterich
- Paul Hoecker, 1. Schriftführer
- Albert von Keller
- Paul Wilhelm Keller-Reutlingen
- Gotthardt Kuehl
- Hugo von Habermann, 2. Präsident 1892, 1. Präsident 1904
- Wilhelm Ludwig Lehmann
- Robert Poetzelberger, 2. Schriftführer
- Franz von Stuck
- Fritz von Uhde
- Heinrich Zügel

## Weitere Gründungsmitglieder
Benno Becker, Carl Johann Becker-Gundahl, Peter Behrens, Josef Block, Jorgos Busianis, Lovis Corinth, Paul Eduard Crodel, Friedrich Eckenfelder, Hermann Eichfeld, Otto Hierl-Deronco, Adolf Hölzel, August Hoffmann von Vestenhof, Leopold von Kalckreuth, Christian Landenberger, Max Liebermann, Hans Olde, Leo Samberger, Hermann Schlittgen, Christian Speyer, Toni Stadler, Fritz Strobentz, Wilhelm Trübner, Fritz Voellmy, Wilhelm Volz, Viktor Weishaupt, Sion Longley Wenban.

## Berliner Künstler in der Münchener Secession

Deckblatt des Ausstellungskatalogs 1904

Der erste Katalog der Münchener Secession wurde am 15. Juli 1893 herausgegeben, als noch viele Berliner Künstler, Plastiker und Maler, dieser neuen Bewegung angehörten (Adolf Brütt, Nikolaus Geiger, Christian Krohg, Max Kruse, Walter Leistikow (der später die Berliner Secession gründete), Reinhold Lepsius, Lesser Ury, Max Liebermann, Ludwig Manzel, Friedrich Stahl, Wilhelm Trübner, Heinrich von Zügel) und unabhängige Künstler wie Hans Olde.
Für die 1904 gemeinsam mit dem Deutschen Künstlerbund veranstaltete X. Ausstellung wurde im offiziellen Katalog, der ebenfalls in der Verlagsanstalt F. Bruckmann gedruckt wurde, statt der veraltet anmutenden Schreibweise Secession ausnahmsweise die modernere Variante Sezession verwendet.